# ان‌جی‌سی ۴۹۸۴
ان‌جی‌سی ۴۹۸۴ (انگلیسی: NGC 4984) نام یک کهکشان در صورت فلکی دوشیزه است.